# Dysdera turanguveni
Espèce
Dysdera turanguveni est une espèce d'araignées aranéomorphes de la famille des Dysderidae.

## Distribution
Cette espèce est endémique de la province de Kahramanmaraş en Turquie,. Elle se rencontre vers Göksun.

## Description
Le mâle holotype mesure 7,20 mm.

## Systématique et taxinomie
Cette espèce a été décrite par Danışman, Coşar et Kunt en 2025.

## Étymologie
Cette espèce est nommée en l'honneur de Turan Güven.

## Publication originale
- Danışman, Coşar & Kunt, 2025 : « Two new species of Dysdera from Turkey (Araneae: Dysderidae). » Zoology in the Middle East, vol. 71, no 2, p. 235-242.